# Muzeum Říčany
Muzeum Říčany (dříve Městské Mudruňkovo vlastivědné muzeum) se nachází ve vile Růženka v Říčanech v Rýdlově ulici. Muzeum je členem Asociace muzeí a galerií v České republice a Sítě středisek ekologické výchovy Pavučina. V roce 2019 muzeum úspěšně prošlo systémem certifikace poskytovatelů environmentální výchovy.

## Historie
Muzeum v Říčanech bylo založeno 15. října 1908 místním obecním zastupitelstvem. Prvním správcem muzea se stal říčanský učitel Alois Mudruňka, po jehož smrti získalo muzeum jeho jméno. Muzejní sbírky byly v počátcích muzea umístěny v různých budovách ve městě. V roce 1937, kdy Mudruňka zemřel, se stal správcem muzea konzervátor Antonín Šimek. V roce 1940 odkázala říčanská učitelka Růžena Klímová svůj domek „vila Růženka“ muzeu, které zde sídlí doposud. Do vily se ovšem muzeum oficiálně přesunulo až po 2. světové válce. V roce 1953 bylo muzeum podřízeno Krajskému muzeu v Poděbradech. Roku 1955 byly do muzea převedeny sbírky ze zrušeného muzea v Nedvězí. Když bylo v roce 1965 zřízeno okresní muzeum Praha – východ, říčanské muzeum mu bylo podřízeno. Roku 1977 nahradila Šimka ve vedení muzea Marie Padevětová. V 1983 bylo samostatné muzeum dokonce dočasně zcela zrušeno a stalo se pouhým pracovištěm muzea okresu Praha – východ. Roku 1987 vznikla v muzeu stálá expozice „Říčany včera a dnes“. V letech 1992–2007 byl pověřen vedením muzea Jan Vít Trčka, za nějž se muzeum opět stalo samostatnou institucí. Od roku 2008, kdy se stal ředitelem Jakub Halaš, funguje muzeum nejen jako paměťová instituce, ale zaměřuje se také na moderní vzdělávání.

## Současnost

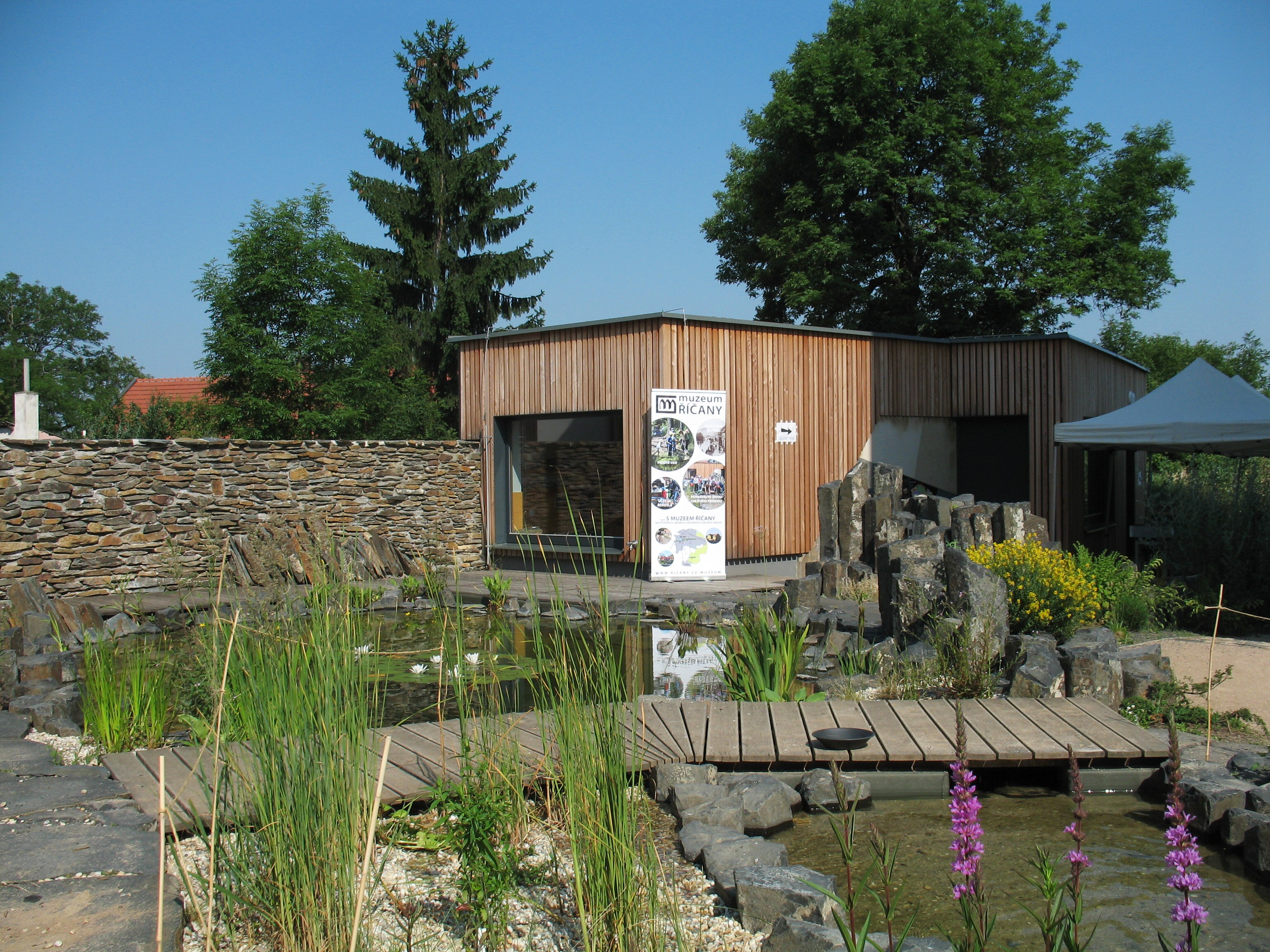
Geopark Říčany

Muzeum Říčany pořádá výstavy, přednášky, workshopy a další akce pro fanoušky přírody, historie i soudobé kultury a také spoustu inspirativních akcí pro rodiny s dětmi. Intenzivně se zaměřuje na vzdělávání žáků, pedagogů z praxe i vysokoškolských studentů, podporuje moderní vzdělávací trendy a mezi pedagogy šíří nové vzdělávací postupy. V muzeu byla v rámci podpory pedagogů mateřských a základních škol vyvinuta metoda tvořivé hry a vytvořena Regionální učebnice Říčansko.  

## Sbírka muzea
Sbírka Muzea Říčany sestává ze tří podsbírek: historické, archeologické a přírodovědné. Historická podsbírka obsahuje předměty národopisného charakteru, militárie, textilie, umělecké předměty, mince a archiválie (mezi které patří i rozsáhlý soubor kramářských písní). Archeologická podsbírka sestává převážně z pravěkých a středověkých nálezů z Říčan a okolí. Přírodovědná podsbírka obsahuje dermoplastiky, herbáře, entomologické a geologické sběry z Říčanska a zkameněliny. 

### Související články

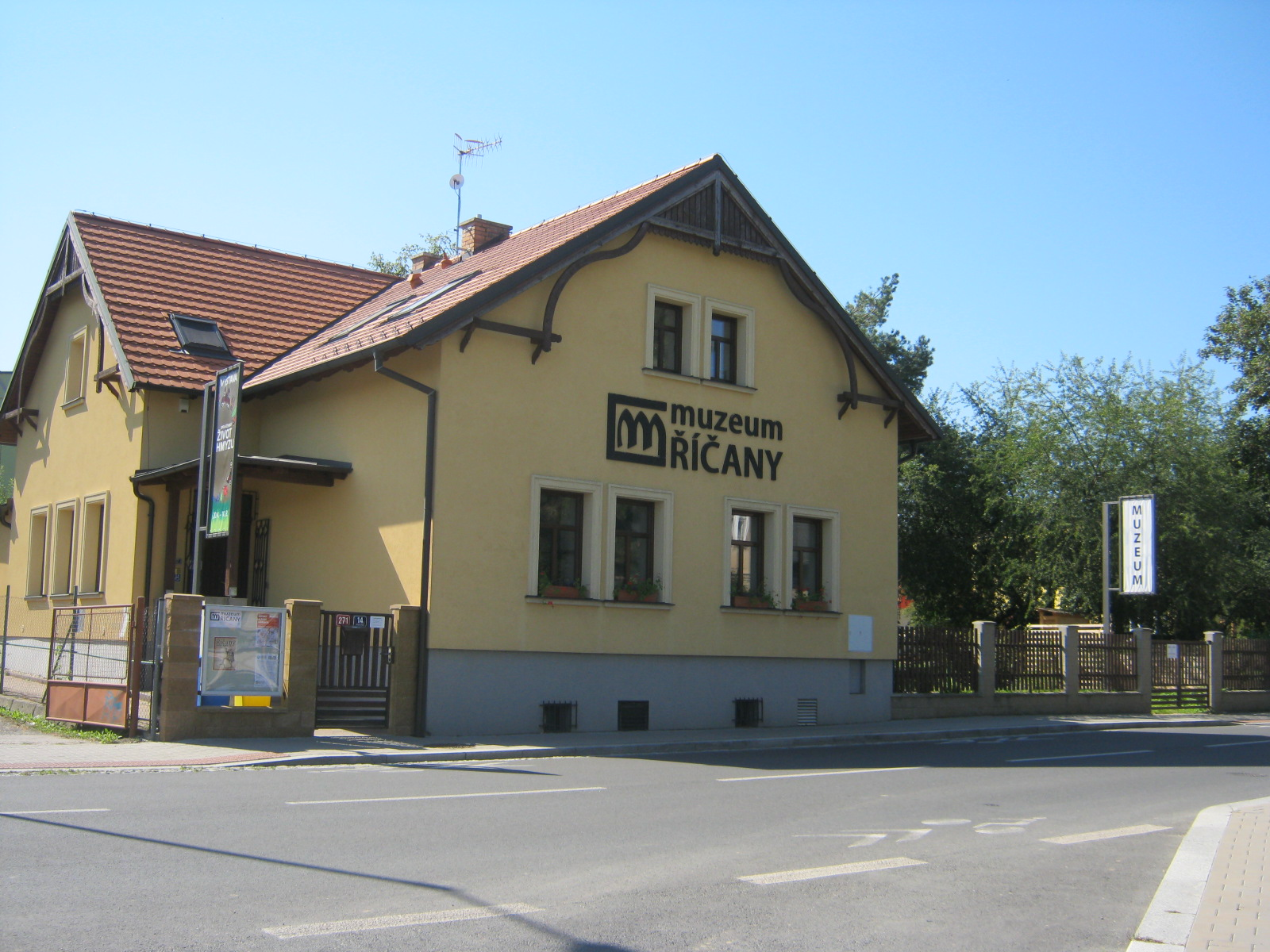
Budova muzea se starým logem

## Objekty muzea
- Hlavní budova – vila Růženka
- Muzejní zahrada
- Dvorek
- Geopark Říčany
- Říčanská hájovna
- Depozitář Jažlovice